# Naissance en 1248
Naissance
- 1244
- 1245
- 1246
- 1247
- 1248
- 1249
- 1250
- 1251
- 1252

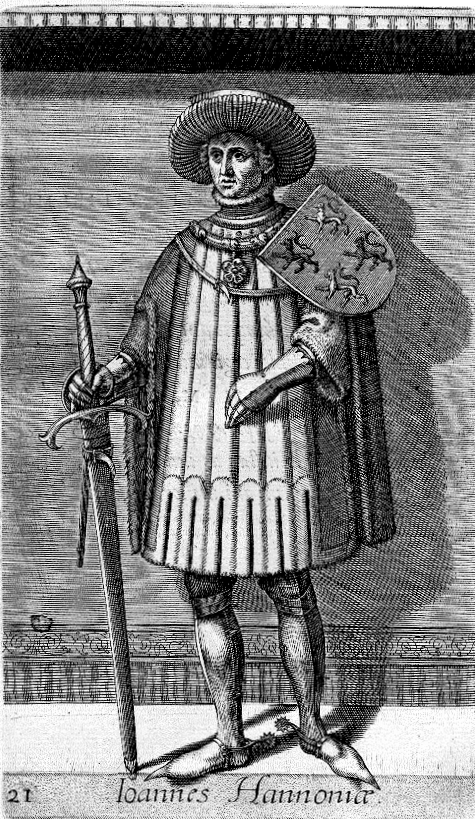
Jean Ier de Hainaut, né en 1248.

Cette page dresse une liste de personnalités nées au cours de l'année 1248 :
- août : Thomas III de Piémont, seigneur de Piémont.
- 22 décembre : Ichijō Ietsune, régent sesshō.

- Joseph ben Abraham Gikatila, théologien juif.
- Blanche d'Artois, ou Blanche de Navarre,, reine consort de Navarre et comtesse de Lancastre.
- Robert II de Bourgogne, duc de Bourgogne et roi titulaire de Thessalonique.
- Gao Kegong, peintre chinois.
- Jean Ier de Hainaut, comte de Hainaut, de Flandre et de Zélande.
- Giovanni Pisano, sculpteur et architecte italien, à Pise.
- Angèle de Foligno, religieuse franciscaine italienne qui fut l'une des premières grandes mystiques reconnues par l'Église catholique romaine.
- Kujō Tadanori, régent kampaku
- Hōjō Tokisuke, membre du clan Hōjō, est le troisième minamikata rokuhara Tandai (sécurité intérieure de Kyoto).

date incertaine (vers 1248)
- Jean Ier de Hainaut, comte de Hainaut.

## Crédit d'auteurs
- Cet article est partiellement ou en totalité issu de l'article intitulé « 1248 » (voir la liste des auteurs).